# Kjell Sundvall
Kjell Gösta Sundvall, né le 31 mars 1953 à Boden, est un réalisateur suédois.

## Filmographie partielle
- 1980 - Jackpot
- 1980 - Vi hade i alla fall tur med vädret
- 1981 - Inget att bråka om, Johansson
- 1983 - Lyckans ost
- 1986 - I lagens namn
- 1996 - Jägarna (Hunters)
- 1997 - Beck – Pensionat Pärlan
- 1998 - Sista Kontraktet
- 1998 - c/o Segemyhr
- 1999 - Happy Christmas! (Tomten är far till alla barnen)
- 2001 - Beck – Hämndens pris
- 2002 - Beck – Enslingen
- 2002 - Beck – Kartellen
- 2002 - Le Mec de la tombe d'à côté (Grabben i graven bredvid), depuis le livre de Katarina Mazetti
- 2004 - Hotet
- 2005 - Vinnare och förlorare
- 2006 - Beck – Advokaten
- 2007 - Beck – Gamen
- 2008 - Livet i Fagervik (séries TV)
- 2008 - Ulvenatten
- 2011 - Jägarna 2
- 2015 - I nöd eller lust
- 2015 - Prästen i paradiset